# Tarussa

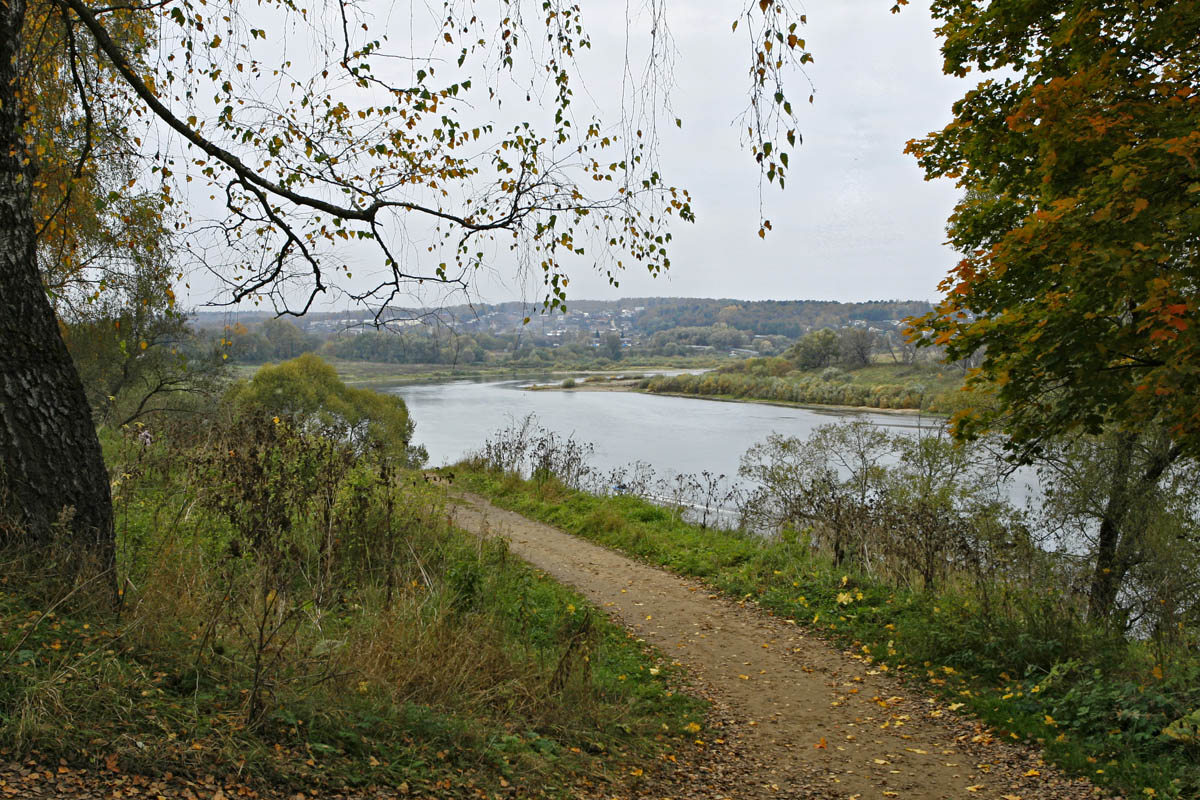
An der Oka

Tarussa (russisch Таруса, deutsch auch Tarusa) ist eine Kleinstadt in Russland und das Verwaltungszentrum des gleichnamigen Rajons in der Oblast Kaluga. Tarussa liegt an der Mündung des Flusses Tarussa in die Oka, etwa 70 km von der Gebietshauptstadt Kaluga entfernt, und hat 9660 Einwohner (Stand 14. Oktober 2010).
Tarussa ist ein wichtiges russisches Kulturzentrum, das nicht nur wegen seiner landschaftlich schönen Lage am hohen Ufer der Oka immer wieder Künstler, Dichter, Schriftsteller und andere Kulturschaffende angezogen hat, sondern auch, weil es knapp mehr als die 100 Kilometer von Moskau entfernt war; dies war während der Sowjetzeit die Distanz, welche Personen, die aus politischen Gründen verurteilt worden waren, zu den Metropolen einzuhalten hatten.

## Geschichte
Tarussa wurde 1246 erstmals erwähnt und gehörte seit dem 14. Jahrhundert zum Großfürstentum Moskau. Während des Stehens an der Ugra diente die Stadt als Stützpunkt des Heeres des Moskauer Großfürstentums unter Iwan III. Tarussa wurde im Verlauf seiner frühen Geschichte mehrfach von Krim-Tataren angegriffen. Bereits im 16. Jahrhundert wurde die Stadt zur Verteidigung des Oka-Ufers befestigt und diente damit auch als Festung zum Schutz der südlichen Flanke Moskaus. Während des Vaterländischen Krieges gegen die napoleonische Armee war Tarussa die nächste Stadt im Moskauer Hinterland, über die die russischen Truppen mit Lebensmitteln versorgt wurden.

### Bevölkerungsentwicklung
| Jahr | Einwohner |
| ---- | --------- |
| 1897 | 1989      |
| 1926 | 1943      |
| 1939 | 3994      |
| 1959 | 5413      |
| 1970 | 6025      |
| 1979 | 6284      |
| 1989 | 8795      |
| 2002 | 9893      |
| 2010 | 9660      |

Anmerkung: Volkszählungsdaten

## Bürger der Stadt
Tarussa ist vor allem dadurch bekannt, dass hier eine ganze Reihe berühmter russischer Dichter, Schriftsteller und Künstler gelebt oder sich zumindest öfter oder längere Zeit hier aufgehalten haben, darunter die folgenden:
- Wiktor Borissow-Mussatow (1870–1905), russischer Maler
- Konstantin Paustowski (1892–1968), russischer Schriftsteller
- Wassili Polenow (1844–1927), russischer Maler
- Nikolai Sabolozki (1903–1958), russischer Dichter und Übersetzer
- Eduard Steinberg (1937–2012), russischer Maler
- Andrei Tarkowski (1932–1986), russischer Regisseur
- Marina Zwetajewa (1892–1941), russische Dichterin, deren Familie hier ein Sommerhaus hatte
- Jörg Duss[3], Schweizerisch-russischer Wohltäter, der Gründer der Stiftung „Raduga Tarusskaja“[4]
- Maxim Alexandrowitsch Ossipow (* 1963), russischer Arzt und Schriftsteller

Russlandweit bekannt wurde die Stadt auch dadurch, dass hier etliche sowjetische oder russische Filme gedreht wurden. In Tarusa erscheint die deutschsprachige Onlinezeitung Russland.ru mit dem angeschlossenen Web-TV Russland.tv.

## Sehenswürdigkeiten und Veranstaltungen

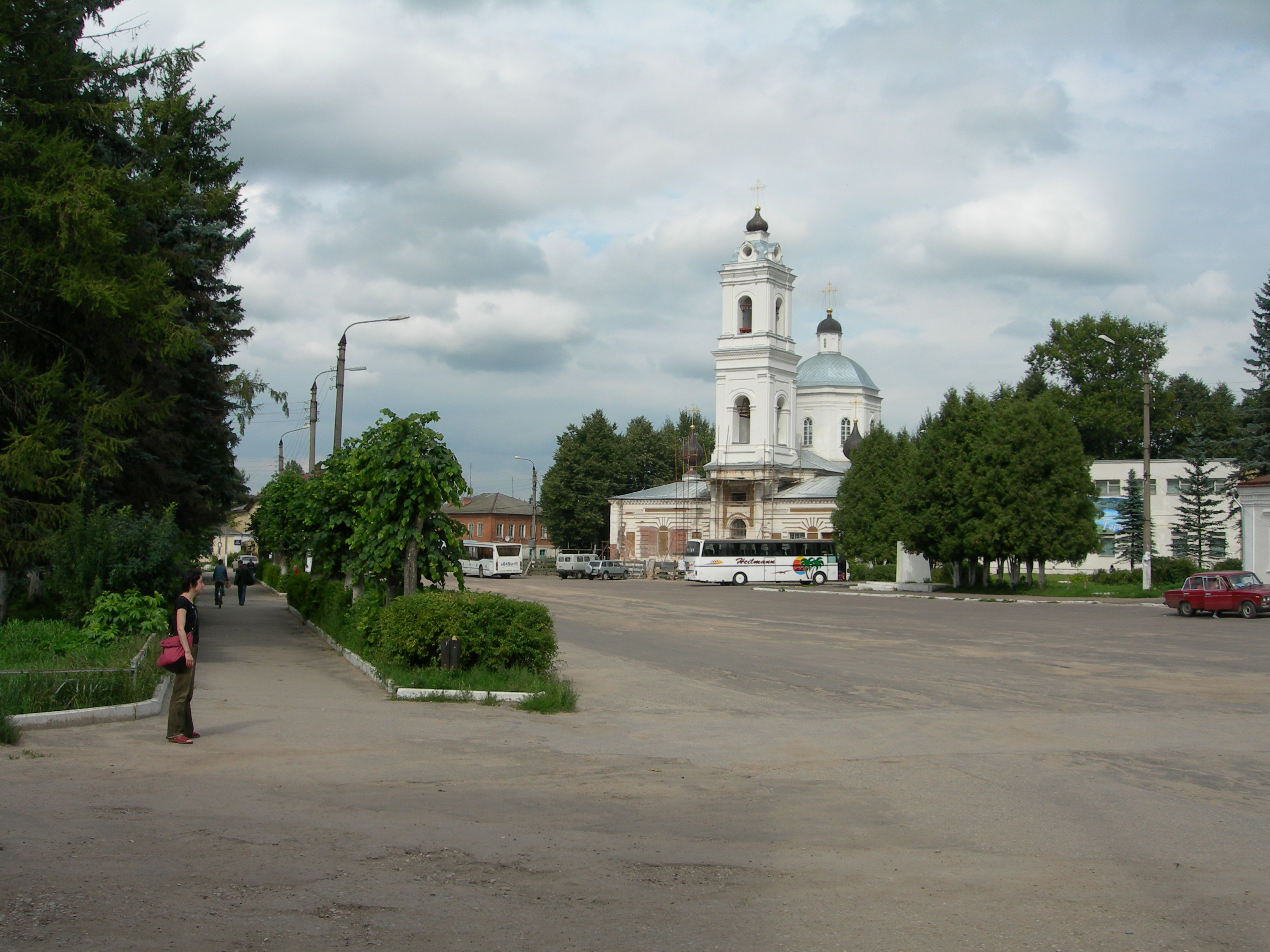
Im Zentrum von Tarussa

- Peter- und Paulskirche (18. Jahrhundert)
- Kirche Christi Auferstehung (17. Jahrhundert)
- Gemäldegalerie
- Heimatmuseum
- Gedenkstein an der Stelle, wo Marina Zwetajewa gern beerdigt worden wäre
- Grab von Konstantin Paustowski (Städtischer Friedhof)
- Polenowo (Anwesen des Malers Wassili Polenow, auf der gegenüberliegenden Seite der Oka)
- Trickfilmfestival (jährlich)
- Musikfestival der Swjatoslaw-Richter-Stiftung